# Mistrzostwa Europy w Piłce Ręcznej Kobiet 2032
Ten artykuł dotyczy przyszłego wydarzenia sportowego. Informacje w nim zawarte zmienią się w przyszłości.
Mistrzostwa Europy w Piłce Ręcznej Kobiet 2032 – dwudzieste mistrzostwa Europy w piłce ręcznej kobiet, oficjalny międzynarodowy turniej piłki ręcznej o randze mistrzostw kontynentu organizowany przez EHF, mający na celu wyłonienie najlepszej żeńskiej reprezentacji narodowej w Europie zaplanowane do rozegrania w dniach od 2 do 19 grudnia 2032 roku w Niemczech, Danii i Polsce. W turnieju wezmą udział dwadzieścia cztery zespoły.

## Wybór organizatora
Na początku lipca 2023 roku Europejska Federacja Piłki Ręcznej ogłosiła, że gospodarz mistrzostw zostanie wybrany pod koniec roku 2024 podczas nadzwyczajnego Kongresu zorganizowanego w nowej siedzibie tej organizacji, a w sierpniu ustaliła ramy czasowe wyboru organizatora. Ostateczny termin składania wstępnych propozycji, a następnie oficjalnych aplikacji, upływał odpowiednio 1 listopada 2023 i 1 czerwca 2024 roku, zaś zatwierdzenie aplikacji przez Zarząd EHF miało nastąpić 21 czerwca tegoż roku. Z końcem września 2024 Zarząd EHF wskazałby – po ich zaopiniowaniu – zaakceptowane kandydatury, które zostałyby poddane pod głosowanie 14 grudnia 2024 roku. Wstępne zainteresowanie organizacją mistrzostw w wyznaczonym terminie wyraziło sześć państw, złożono jednak tylko jedną oficjalną aplikację – wspólną niemiecko-duńsko-polską, która została zaakceptowana na grudniowym nadzwyczajnym Kongresie EHF.